# Carlos Castaneda
Carlos Castaneda, születési nevén Carlos César Salvador Arana Castañeda (Cajamarca, Peru, 1925. december 25. – Los Angeles, Kalifornia, 1998. április 27.) latin-amerikai származású, amerikai antropológus, akit a mexikói varázslóhagyományról írt könyvei tettek világhírűvé. Castaneda az első könyvek antropológusi nézőpontját elhagyva később a tanulmányozott varázslóhagyomány képviselőjévé vált. Könyveiben egy több ezer éves, a harcosok útjának nevezett saját etikát és teljes világmagyarázatot tartalmazó, komplex és mind az európai, mind a keleti tradícióktól különböző világképet mutatott be. Mivel sosem mutatott be bizonyítékokat arról, hogy adatközlői valóban léteznek, második könyve megjelenésétől kezdve tudományos körökből számtalan kritika érte, amik fikcióként utasították el munkáit.

## Élete
1951-ben vándorolt be az Egyesült Államokba, az állampolgárságot 1957-ben nyerte el. 1955–1959-ig a Los Angeles Community College-ban tanult, ahol Associate of Arts (AA) fokozattal végzett pszichológiából. 1959-től kezdett antropológiát hallgatni a UCLA-en. BA 1962, PhD 1972. Tanulmányai mellett alkalmi munkákból tartotta fenn magát. Első könyve, a Don Juan tanításai, melyben a peyote és más pszichotróp növények használatába való beavatását írta le, a 60-as évek ellenkultúrájának ikonjává tették. Castaneda kerülte a nyilvánosságot, nem engedte, hogy fényképezzék, és csak elvétve adott interjúkat (1973-ban így is a Time címlapjára került).
Bár továbbra is jelentek meg könyvei, a 70-es évek második felében és a 80-as években teljesen eltűnt. Ez alatt az idő alatt mindössze egyetlen hosszabb interjút adott . A 90-es évek elején váratlanul a nyilvánosság elé állt „varázslócsoportjával”, előadásokat és workshopokat kezdett tartani a tensegrity nevű mozgásrendszerből. 1997 második felétől kezdve már nem jelent meg a workshopokon, és társai 1998. június 19-én bejelentették a halálát. Halotti bizonyítványa két hónappal korábbra, 1998. április 27-ére lett kiállítva, a halál okát májrákban jelölve meg.
„A személyes történet eltörlése”
A Castaneda életét övező rejtélyek annak eredményeképp jöttek létre, hogy sikerrel ültette át a gyakorlatba tanításai egyik aspektusát, „a személyes történet eltörlését”.
„– El kell tüntetned a múltadat.
– Hogyan? – kérdeztem.
– Kezdd egyszerű dolgokkal, például ne áruld el, hogy valójában mit csinálsz! Aztán el kell távolodnod mindenkitől, aki jól ismer. Így ködöt teremthetsz magad körül.
– De hát ez képtelenség! – tiltakoztam. – Miért ne tudják meg az emberek, hogy ki vagyok? Mi abban a rossz?
– Az benne a rossz, hogy amint megismernek, a szokásos tulajdonságaidat várják el tőled, és attól kezdve nem tudsz szabadulni gondolataik szorításától. Ami engem illet, én az ismeretlenség teljes szabadságát szeretem. Senki, de senki nem ismer olyan tökéletes bizonyossággal, amilyennel például téged.
– De ez hazugság volna.
– Engem nem foglalkoztat, hogy mi hazugság, és mi igazság – válaszolta szigorúan. – A hazugság csak akkor hazugság, ha van múltunk.”
(Carlos Castaneda: Ixtláni utazás. Édesvíz, 2003, 31.)
Kapcsolata don Juannal
Castaneda állítása szerint 1960 nyarán az arizonai Nogalesben találkozott egy mexikói jaki indiánnal, don Juan Matus-szal, aki vállalta, hogy az adatközlője lesz. Az öreg sámán beavatta a tudásába, ami végül annyira megterhelőnek bizonyult, hogy Castaneda 1965-ben megszakította a kapcsolatukat. 1968-ban tért vissza hozzá, hogy megmutassa neki a róla írt könyvet. Ez a találkozó a tanonckodás új szakaszának a nyitányává vált, ami egészen 1973-ig folytatódott, amikor don Juan és társasága átlépett „a harmadik figyelembe”.

## Világkép
A don Juan által bemutatott tudás Castaneda könyveiben fokozatosan változott, és a romantikus színekkel felfestett indián varázslóvilág helyett a későbbi könyvekben az elvont fogalmak köré szerveződő rendszerre helyeződött a hangsúly.
Fő koncepciók:
A varázslók célja az észlelés tudatos manipulálása. Az ehhez szükséges állapotot tradicionálisan eleinte úgynevezett erőnövények fogyasztásával érték el, majd a "régi idők varázslói" fokozatosan megtanultak saját erejükből, szándékuk segítségével belépni ezekbe az állapotokba. Ilyenkor a varázslók az emberi testet hosszúkás fénylő tojásnak "látják", melynek egy meghatározott szerve, a jobb lapocka tájékán elhelyezkedő gyűjtőpont. Ennek helyzete határozza meg az észlelést. Az emberek gyűjtőpontja a szocializáció során rögzül ugyanazon a helyen; a kisbabáké kezdetben szabadon mozog. A mindennapi életben lekötött energia felszabadításával, a szándék segítségével tudatosan el lehet mozdítani a gyűjtőpontot. A gyűjtőpont álmaink során sokkal lazább, mint ébrenléti állapotban, ezért a gyűjtőpont mozgatására szolgáló technikát álmodásnak, a gyűjtőpont adott helyen való rögzítésének művészetét cserkészésnek (néhány könyvben cserkelésnek) nevezik.
A varázslók, a gyűjtőpont eltolásával más világokba lépnek, melyek közelebb, vagy távolabb helyezkednek el a mi világunktól – a gyűjtőpont helyzetétől függően. Ezekben a világokban a szerves lények mellett szervetlen lények is léteznek, melyeknek nincs meg a helyváltoztatásra való képességük. Ezeknek több különböző fajtája van, melyek közül néhánnyal a varázslók megpróbálnak együttműködni. A fénytojáson kívülre tolt gyűjtőponti helyzet, az ember által fel nem fogható, ismeretlen világokba enged betekintést.
A varázslókat útjuk során egy személytelen erő vezeti, melyet szellemnek hívnak. A varázslók egyik fő cselekedete, hogy szembe néznek a végtelennel, amely hideg közönnyel visszabámul rájuk. Úgy tartják, az életért egy személytelen erő felelős, melyet sasnak neveztek el. Látásuk segítségével felismerték, hogy a halál pillanatában az ember teljesen tudatába kerül élete minden cselekedetének, minek hatására a fénytojásban található teljes tudomás – az élet összes tapasztalata – felizzik, majd a sas felfalja azt. A varázslók nem kívánják tapasztalataikkal táplálni a sast, ezért tanulmányaik során az egyik legfontosabb, hogy elvégezzék az összegzésüket és így eltöröljék személyes történelmüket. Ezt életük összes eseményének felsorolásával és újraélésével teszik meg. Az összegzés egy másolatot hoz létre az élet tapasztalataiból, amelyet a sasnak ajánlanak – így elsurranhatnak mellette, és a halál nincs többé hatással rájuk.
A varázslók látásukkal érzékelik, hogy az emberi fajt évezredekkel ezelőtt foglyul ejtette a flyer-eknek, los voladores-eknek, vagy szökdelőknek nevezett szervetlen lények fajtája, ami az emberi tudatomás izzásából táplálkozik. Ők fosztották meg az emberi lényeket mágikus képességeiktől, egy idegen elmét ültetve beléjük. A varázslók szerint az embereknek két elméje van, egy saját, ami általában csendes, és egy idegen beültetés, ami az egóért, a hitekért és az értelmetlen konfliktusokért felelős – ezen keresztül tartják a ragadozók a helyén az emberi fajt, a tudomást folyamatosan álproblémákkal tartva izzásban.

## Könyvei
- The Teachings of Don Juan: A Yaqui Way of Knowledge (1968) Don Juan tanításai (Gondolat, 1991, Édesvíz, 1997, 2003, 2014)
- A Separate Reality (1971) Másik világ kapujában (Édesvíz, 1994, 2003)
- Journey to Ixtlan (1972) Ixtláni utazás (Édesvíz, 1997, 2003)
- Tales of Power (1974) Mesék az erőről (Édesvíz, 1998)
- The Second Ring of Power (1977) Az erő második köre (Édesvíz, 1999)
- The Eagle’s Gift (1981) A sas ajándéka (Püski, 2002)
- The Fire from Within (1984) A belülről izzó tűz (Édesvíz, 1992, 1999, 2003)
- The Power of Silence (1988) A csend ereje (Püski, 2003)
- The Art of Dreaming (1993) Az álmodás művészete (Püski, 2003)
- Magical Passes (1998) Mágikus gyakorlatok (Magyar Könyvklub, 2002)
- The Active Side of Infinity (1998) A végtelen aktív oldala (Püski, 2005)
- Wheel of Time (1998)

## Kritikák
Castaneda második könyvének megjelenésétől sokan kétségbe vonták, hogy valóban létezett-e don Juan. (Például Richard de Mille: Castaneda's Journey. Santa Barbara, Capra Press, 1976.) Bár egyértelművé vált, hogy a Castaneda könyveiben szereplő dátumok nem állják meg a helyüket, tanárai a UCLA-en kiálltak mellette, és az Ixtláni utazás egy korábbi változatára megadták a doktorit.

## Magyarul
- Don Juan tanításai. A tudás megszerzésének jaki módja; ford. Zala Györgyi; Gondolat–Holnap, Bp., 1991
- Belülről izzó tűz. Az indián varázsló beavat a látás rejtelmeibe; ford. Boreczky Elemér; Édesvíz, Bp., 1993 (Természetfeletti megnyilvánulások)
- Másik világ kapujában. További beszélgetések Don Juannal; ford. Mahler Zoltán; Édesvíz, Bp., 1994 (Természetfeletti megnyilvánulások)
- Ixtláni utazás. Don Juan újabb tanításai; ford. Nagy Álmos; Édesvíz, Bp., 1997
- Mesék az erőről. Don Juan varázslatai; ford. Ambrose Montanus; Édesvíz, Bp., 1998
- Az erő második köre; ford. Sebő Júlia; Édesvíz, Bp., 1999
- A sas ajándéka; ford. Püski Irén; Püski, Bp., 2002
- Mágikus gyakorlatok; ford. Gellért Péter; Magyar Könyvklub, Bp., 2002
- Az álmodás művészete; ford. Szabados Tamás; Püski–Új Ág, Bp., 2003
- A csend ereje. Don Juan további tanításai; ford. Pordán Ferenc; Püski–Új Ág, Bp., 2003
- A végtelen aktív oldala; ford. Istvánfi András; Püski–Új Ág, Bp., 2005